# Ostrya trichocarpa
Ostrya trichocarpa är en björkväxtart som beskrevs av Ding Fang och Y.S.Wang. Ostrya trichocarpa ingår i släktet Ostrya och familjen björkväxter. Inga underarter finns listade.
Arten förekommer i Kina i provinserna Guangxi och Guizhou. Den växer i bergstrakter mellan 800 och 1300 meter över havet. Habitatet utgörs av skogar på kalkstensklippor. Ostrya trichocarpa är vanligen utformad som ett upp till 18 meter högt träd.
För beståndet är inga hot kända men det finns uppskattningsvis upp till 90 full utvecklade exemplar kvar. IUCN listar arten som starkt hotad (EN).